# Valtteri Puustinen
Valtteri Puustinen, född 4 juni 1999, är en finländsk professionell ishockeyforward som är kontrakterad till Pittsburgh Penguins i National Hockey League (NHL) och spelar för Wilkes-Barre/Scranton Penguins i American Hockey League (AHL). Han har tidigare spelat för HPK i Liiga.
Puustinen draftades av Pittsburgh Penguins i sjunde rundan i 2019 års draft som 203:e spelare totalt. Puustinen är uttagen till VM 2024 i Tjeckien, efter en lyckad säsong med Pingvinerna.

## Statistik
| 2018–2019    | HPK                            | Liiga        | 47  | 10 | 3  | 13 | 14 | 16 | 2 | 3 | 5 | 4 |
| 2019–2020    | HPK                            | Liiga        | 54  | 17 | 23 | 40 | 22 | —  | — | — | — | — |
| 2020–2021    | HPK                            | Liiga        | 51  | 21 | 20 | 41 | 14 | —  | — | — | — | — |
| 2021–2022    | Pittsburgh Penguins            | NHL          | 1   | 0  | 1  | 1  | 0  | —  | — | — | — | — |
|              | Wilkes-Barre/Scranton Penguins | AHL          | 53  | 17 | 17 | 34 | 12 | —  | — | — | — | — |
| NHL totalt   | NHL totalt                     | NHL totalt   | 1   | 0  | 1  | 1  | 0  | —  | — | — | — | — |
| Liiga totalt | Liiga totalt                   | Liiga totalt | 152 | 48 | 46 | 94 | 50 | 16 | 2 | 3 | 5 | 4 |

### Internationellt
| Källa: Uppdaterad: 2022-03-12 | Källa: Uppdaterad: 2022-03-12 | Källa: Uppdaterad: 2022-03-12 |         | Utv = Utvisningsminuter | Utv = Utvisningsminuter | Utv = Utvisningsminuter | Utv = Utvisningsminuter | Utv = Utvisningsminuter |
| År                            | Lag                           | Mästerskap                    | Matcher | Mål                     | Assists                 | Poäng                   | Utv                     |                         |
| ----------------------------- | ----------------------------- | ----------------------------- | ------- | ----------------------- | ----------------------- | ----------------------- | ----------------------- | ----------------------- |
| 2019                          | Finland                       | JVM                           | 6       | 0                       | 3                       | 3                       | 4                       |                         |
| 2021                          | Finland                       | VM                            | 2       | 0                       | 0                       | 0                       | 0                       |                         |
| Junior totalt                 | Junior totalt                 | Junior totalt                 | 6       | 0                       | 3                       | 3                       | 4                       |                         |
| Senior totalt                 | Senior totalt                 | Senior totalt                 | 2       | 0                       | 0                       | 0                       | 0                       |                         |